# Vaux-sur-Sûre
Vaux-sur-Sûre (Waals: Li Vå-so-Seure) is een gemeente in de Provincie Luxemburg in België. De gemeente telt ruim 6.000 inwoners.
De gemeente ontstond uit een aantal fusies tijdens de jaren 70. De eerste fusie was een vrijwillige. Tijdens de jaren 60 overwogen de burgemeesters van de toenmalige gemeenten Vaux-lez-Rosières, Morhet en Nives om de gemeenten samen te voegen. Uiteindelijk gingen de gemeenten vanaf 1971 samen in de nieuwe gemeente die Vaux-sur-Sûre werd genoemd. Het administratief centrum van de gemeente kwam in Vaux-lez-Rosières. Bij de grote fusiegolf een paar jaar later kwamen daar vanaf 1977 ook de voormalige gemeenten Hompré, Juseret en Sibret bij. Een deel van Sibret, namelijk de plaatsjes Senonchamps en Isle-le-Pré werden bij Bastenaken gevoegd.

## Kernen

### Deelgemeenten
| # | Naam              | Opp. (km²) | Inwoners (2020) | Inwoners per km² | NIS-code |
| - | ----------------- | ---------- | --------------- | ---------------- | -------- |
| 1 | Vaux-lez-Rosières | 7,83       | 813             | 104              | 82036A   |
| 2 | Nives             | 18,49      | 544             | 29               | 82036B   |
| 3 | Morhet            | 21,12      | 991             | 47               | 82036C   |
| 4 | Hompré            | 34,16      | 986             | 29               | 82036D   |
| 5 | Sibret            | 30,49      | 1.462           | 48               | 82036E   |
| 6 | Juseret           | 23,52      | 938             | 40               | 82036F   |

### Overige kernen
Assenois, Remichampagne, Remoiville).

## Aangrenzende gemeenten
| Aangrenzende gemeenten | Aangrenzende gemeenten | Aangrenzende gemeenten | Aangrenzende gemeenten | Aangrenzende gemeenten |
| ---------------------- | ---------------------- | ---------------------- | ---------------------- | ---------------------- |
| Sainte-Ode             |                        | Bertogne               |                        | Bastenaken             |
|                        |                        |                        |                        |                        |
| Libramont-Chevigny     |                        |                        |                        |                        |
|                        |                        |                        |                        |                        |
| Neufchâteau            |                        | Léglise                |                        | Fauvillers             |

## Demografische evolutie
Alle historische gegevens hebben betrekking op de huidige gemeente, inclusief deelgemeenten, zoals ontstaan na de fusie van 1 januari 1977.
- Bronnen:NIS, Opm:1831 tot en met 1981=volkstellingen; 1990 en later= inwonertal op 1 januari

| Inwoners van jaar tot jaar op 1 januari 1992 tot heden | Inwoners van jaar tot jaar op 1 januari 1992 tot heden | Inwoners van jaar tot jaar op 1 januari 1992 tot heden |
| jaar                                                   | Aantal                                                 | Evolutie: 1992=index 100                               |
| ------------------------------------------------------ | ------------------------------------------------------ | ------------------------------------------------------ |
| 1992                                                   | 3.762                                                  | 100,0                                                  |
| 1993                                                   | 3.804                                                  | 101,1                                                  |
| 1994                                                   | 3.830                                                  | 101,8                                                  |
| 1995                                                   | 3.854                                                  | 102,4                                                  |
| 1996                                                   | 3.898                                                  | 103,6                                                  |
| 1997                                                   | 4.026                                                  | 107,0                                                  |
| 1998                                                   | 4.057                                                  | 107,8                                                  |
| 1999                                                   | 4.139                                                  | 110,0                                                  |
| 2000                                                   | 4.176                                                  | 111,0                                                  |
| 2001                                                   | 4.225                                                  | 112,3                                                  |
| 2002                                                   | 4.325                                                  | 115,0                                                  |
| 2003                                                   | 4.410                                                  | 117,2                                                  |
| 2004                                                   | 4.472                                                  | 118,9                                                  |
| 2005                                                   | 4.553                                                  | 121,0                                                  |
| 2006                                                   | 4.645                                                  | 123,5                                                  |
| 2007                                                   | 4.759                                                  | 126,5                                                  |
| 2008                                                   | 4.876                                                  | 129,6                                                  |
| 2009                                                   | 4.942                                                  | 131,4                                                  |
| 2010                                                   | 5.039                                                  | 133,9                                                  |
| 2011                                                   | 5.125                                                  | 136,2                                                  |
| 2012                                                   | 5.235                                                  | 139,2                                                  |
| 2013                                                   | 5.280                                                  | 140,4                                                  |
| 2014                                                   | 5.369                                                  | 142,7                                                  |
| 2015                                                   | 5.439                                                  | 144,6                                                  |
| 2016                                                   | 5.502                                                  | 146,3                                                  |
| 2017                                                   | 5.581                                                  | 148,4                                                  |
| 2018                                                   | 5.651                                                  | 150,2                                                  |
| 2019                                                   | 5.640                                                  | 149,9                                                  |
| 2020                                                   | 5.734                                                  | 152,4                                                  |
| 2021                                                   | 5.862                                                  | 155,8                                                  |
| 2022                                                   | 6.023                                                  | 160,1                                                  |
| 2023                                                   | 6.143                                                  | 163,3                                                  |
| 2024                                                   | 6.269                                                  | 166,6                                                  |
| 2025                                                   | 6.352                                                  | 168,8                                                  |

## Zie ook

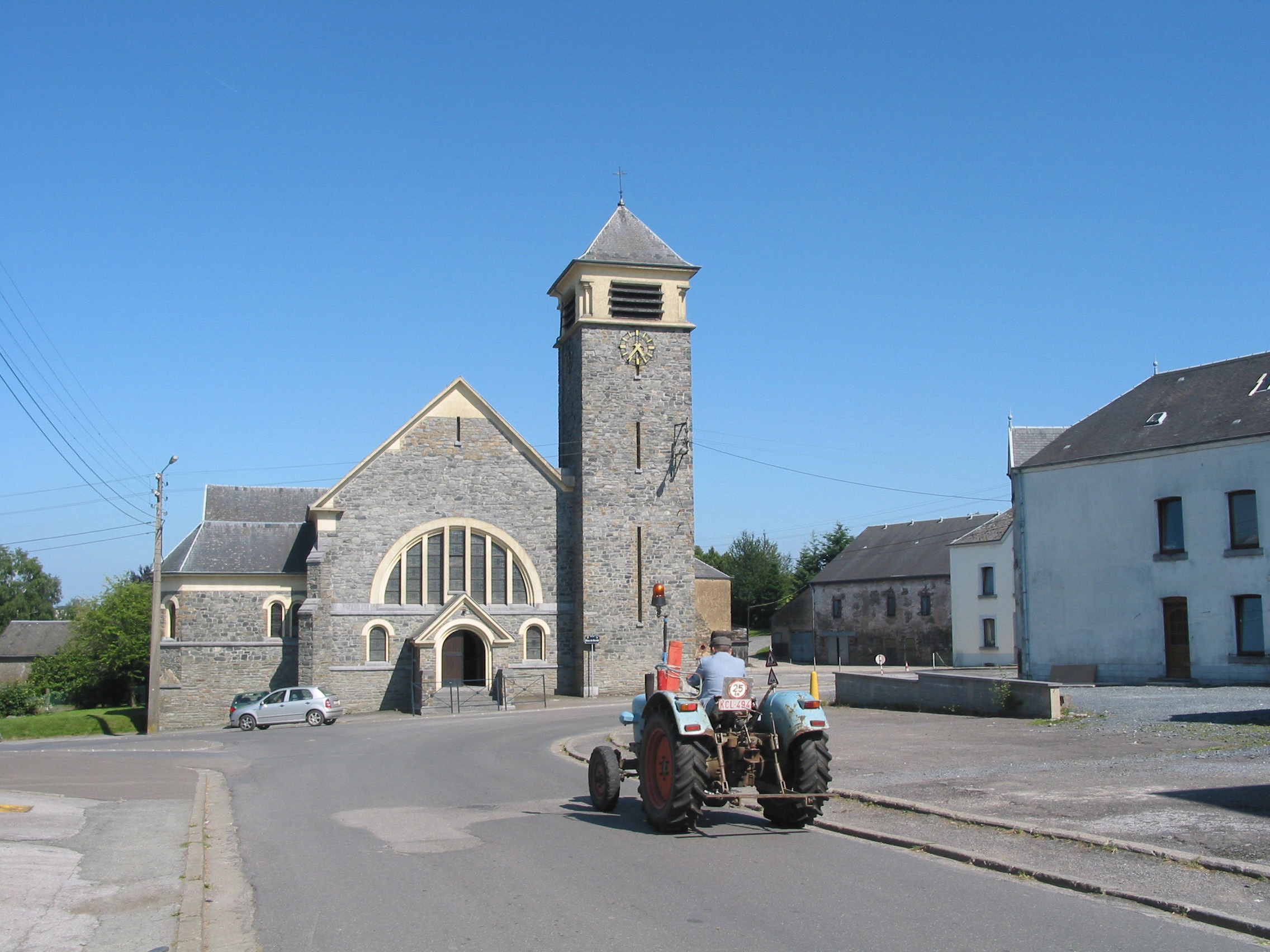
Sint-Bernarduskerk

## Politiek

### Resultaten gemeenteraadsverkiezingen sinds 1976
| Partij                                                        | 10-10-1976 | 10-10-1976 | 10-10-1982 | 10-10-1982 | 9-10-1988 | 9-10-1988 | 9-10-1994 | 9-10-1994 | 8-10-2000 | 8-10-2000 | 8-10-2006 | 8-10-2006 | 14-10-2012 | 14-10-2012 | 14-10-2018 | 14-10-2018 | 13-10-2024 | 13-10-2024 |
| Stemmen / Zetels                                              | %          | 13         | %          | 13         | %         | 13        | %         | 13        | %         | 15        | %         | 15        | %          | 17         | %          | 17         | %          | 17         |
| ------------------------------------------------------------- | ---------- | ---------- | ---------- | ---------- | --------- | --------- | --------- | --------- | --------- | --------- | --------- | --------- | ---------- | ---------- | ---------- | ---------- | ---------- | ---------- |
| IC                                                            | 6,41       | 0          | -          |            | -         |           | -         |           | -         |           | -         |           | -          |            | -          |            | -          |            |
| Mouton1 / UGP2 / UPC3 / PSC4 / @ctifs5 / BourgmestreE         | 47,231     | 7          | 43,772     | 6          | 40,433    | 5         | 48,784    | 6         | 35,684    | 6         | 35,945    | 5         | 72,77E     | 13         | 100,00E    | 17         | 69,66E     | 12         |
| UCFA / URCB / AVENIRC / EnsembleD / BourgmestreE              | 46,36A     | 6          | 56,23B     | 7          | 55,91B    | 8         | 51,22C    | 7         | 44,88C    | 7         | 64,06D    | 10        | 72,77E     | 13         | 100,00E    | 17         | 69,66E     | 12         |
| UCFA / URCB / PS1 / AVENIRC / EnsembleD / RE-Nous-Vaux2/ V&N3 | 46,36A     | 6          | 56,23B     | 7          | 3,661     | 0         | 51,22C    | 7         | 44,88C    | 7         | 64,06D    | 10        | 27,232     | 4          | -          |            | 30,343     | 5          |
| ALTERN                                                        | -          |            | -          |            | -         |           | -         |           | 19,44     | 2         | -         |           | -          |            | -          |            | -          |            |
| Totaal stemmen                                                | 2572       | 2572       | 2570       | 2570       | 2695      | 2695      | 2702      | 2702      | 2917      | 2917      | 3259      | 3259      | 3585       | 3585       | 3878       | 3878       | 4247       | 4247       |
| Opkomst %                                                     |            |            |            |            | 98,29     | 98,29     | 97,69     | 97,69     | 96,18     | 96,18     | 96,48     | 96,48     | 94,67      | 94,67      | 94,06      | 94,06      | 91,71      | 91,71      |
| Blanco en ongeldig %                                          | 1,21       | 1,21       | 2,57       | 2,57       | 2,63      | 2,63      | 2,66      | 2,66      | 3,91      | 3,91      | 4,30      | 4,30      | 4,13       | 4,13       | 6,09       | 6,09       | 5,93       | 5,93       |